# Bertil Widmark
Gösta Bertil Widmark, född 11 november 1924 i Valsjöbyn, Hotagens socken, Jämtlands län, död 2 juli 2007 i Oviken, var en svensk målare och grafiker.
Widmark studerade vid Katrineholms tekniska skola 1952–1953 där han fick lära sig de första grunderna i teckning. Han studerade konst vid Reybekiels konstskola 1954–1955 och vid avdelningen för dekorativ målning på Konstfackskolan 1954–1962. Efter studieåren arbetade han periodvis som teckningslärare vid olika skolor. Han medverkade i samlingsutställningar arrangerade av Jämtlands läns konstförening i Östersund och tillsammans med Salagruppen ställde han ut på Aguélimuseet i Sala. Bland hans offentliga arbeten märks väggmålningen Ljusspel i Tärna folkhögskola som han utförde 1963. Hans konst består av figurstudier, stilleben och landskapsskildringar utförda i olja, akvarell eller pastell. 